# 爆音少女！！
《爆音少女！！》是日本漫畫家織本任那創作的機車題材漫畫作品，於秋田書店漫畫雜誌《月刊Young Champion烈》2011年Vol.3開始連載。電視動畫於2016年首播，全12話。衍生漫畫《爆音少女！！台灣篇》於《別冊Young Champion》2019年12月号至2023年9月号連載。

## 概要
剛進入丘乃上女子高等學校就讀的女學生佐倉羽音，原本過著與騎乘摩托車無緣的生活。開學第一天，羽音騎腳踏車吃力地爬上坡道時，她遇見了騎著摩托車上學的天野恩紗，為此感到震撼，而開始對摩托車有了興趣。之後，羽音與剛好成為同班同學的恩紗加入了摩托車社，並打算考取摩托車駕照、過著能騎摩托車上學的生活。
本作從作品名稱、單行本封面到角色設計，皆影射四格漫畫《K-ON！輕音部》。

## 登場角色

### 丘乃上女子高等學校
下記角色之年級以初登場時為準。
佐倉羽音（聲：上田麗奈）
就讀丘乃上女子高等學校一年A班。個性非常悠然自得。原本毫無摩托車相關知識，甚至不知道駕照是什麼。在第一天騎腳踏車上學時遇見騎摩托車的恩紗後，開始被摩托車吸引，並決定取得駕照。
名字由来是本田的摩托車正式代理店「WING店」和羽翼標誌。
天野恩紗（聲：內山夕實）
羽音的同學。有著一頭豎起的自然捲髮，並用緞帶綁起來的女孩子，被凜稱做「蓬蓬頭」。家中經營名為『微笑第一』的中古車行，店名的日文原意是拼裝車。有豐富的摩托車相關知識，亦懂得修繕摩托車。
鈴乃木凜（聲：東山奈央）
羽音的同學。有著一頭金色長髮並綁成雙馬尾，是「鈴菌」（鈴木牌機車偏執狂）。屁股上有S的烙印，是因為摔落到火燙的鈴木（SUZUKI）牌車輛廠牌標誌上而印上的。
來夢學姊
包括全名在內的資料皆不詳，學生證上的名字「川崎來夢」是多津子以其所騎摩托車車廠取名的。丘乃上女子高等學校摩托車社的學姊，總是戴著一頂全罩式的SIMPSON白色安全帽，並且不發一語。是目前登場的角色中駕駛技術最好的角色。然而也有一個弱點，對於川崎從未製造過的速克達難以操駕（文化祭車賽用的EPSILON雖是川崎旗下車種，實為鈴木代工生產）。20年前曾與多津子和明菜等人共組車隊參賽，擔任車手，當時也購買過年滿20歲以上才能購買的賽車彩卷(以此推估實際年齡至少超過40歲)，並且每賭必贏。
角色藍本似乎是BBC著名汽車節目《Top Gear》的專屬試車手「The Stig」。名字由來是川崎的標準色「萊姆綠」的諧音。
三之輪聖（聲：山口立花子）
一年B班的學生，有著一頭黑色長直髮並戴著眼鏡。三之輪集團的千金，沒有駕照，所以平常由早川管家接送，直到首次考取駕照為止。由於從未拿過比筷子重的東西，初期取得駕照的方式是在東南亞國家「買」駕照再回國辦理「外免切替」，以外國駕照取得日本駕照，被恩紗指摘後才正式考取原付（50cc）駕照。後來與千雨同時在駕訓班考普通自動二輪車（126～400cc）駕照時曾指導千雨。名字的由來是「三輪車」。
佐倉由女（聲：田所梓）
比羽音小一歲的妹妹。比姐姐更具有常識也更成熟。名字由來是本田正式代理店「DREAM店」。
中野千雨（聲：木户衣吹）
由女的同學，是摩托車賽車手，由於身高不夠（144.8公分），加上長期操駕賽車所養成的習慣，沒辦法騎一般的摩托車。認為摩托車不應該騎到馬路上。

### 其他
拜太（聲：井上喜久子）
日語的諧音為「妓女」，是駕訓班教練車CB400SF-K的精靈。以女性的口吻說話。只出現在漫畫第2話至第6話，教導羽音騎乘摩托車的技術之後，因駕訓班要汰換成噴射車而賣出。後來遭遇事故全毀，僅剩油箱完好，結果油箱因故換裝到羽音的車上。
早川（聲：石塚運昇／上坂堇（年輕時））
服務了三之輪家四代的管家。12歲以前曾經滯留西伯利亞，當時學會了操駕摩托車的本領，視來夢學姊為對手。杜卡迪摩托車愛用者，為接送聖而加裝邊車。自認讓聖考取駕照是今生最後的工作，從聖考取駕照後即不再接送。
凜的父親（聲：三木真一郎）
恩紗家摩托車店的常客，與恩紗的父親是多年好友且曾搭檔參賽、擔任車手駕駛YAMAHA TZR250 3MA。安全帽面罩總是一片漆黑，至今未曾露臉。在凜小時候經常載著凜出遊，但卻經常摔成重傷。
恩紗的父親（聲：岩田光央）
禿頭的中年男性，與凜的父親是多年好友且曾搭檔參賽，擔任技師提供YAMAHA TZR250 3MA參賽，喜愛打電動並經營車行，經營態度非常怠惰且黑心，但其實身懷高超手藝，可將泡水車整理到顧客不會發現的程度。
車行已被撤銷山葉正式代理店資格，牆上留有YSP招牌的痕跡。
小山（聲：丸塚香奈）
小葉（聲：上原明里）
恩紗的弟弟。呆毛2條者為小山，1條者為小葉。登場時分別為5歲和4歲，外觀有如雙胞胎。
非常喜歡姊姊，不僅一起洗澡，還宣言姊姊會當他們老婆。
多津子（聲：日笠陽子）
丘乃上女子高等學校的校長與畢業生，二十年前是摩托車社的社長，當時是來夢學姊的後輩。
中野明菜（聲：丸塚香奈）
千雨的母親。丘乃上女子高等學校的畢業生。二十年前與多津子和來夢搭檔。
中野欽矢（聲：諏訪部順一）
千雨的父親，退役賽車手。傳言長得很帥，但出場時總是被平板電腦等物遮住面容，未曾露臉。自家開著一間名為「556 Design」的服裝店，字號由來是其喜愛的5-56防鏽潤滑劑。 應該是56 Design，現實中 中野 真矢 選手創立的個人品牌
名字和經歷的由來是中野真矢。
猿山猿子（聲：荒浪和沙）
羽音班上的女性導師，教授科目為英文。留著短髮並戴著髮箍，多津子以外唯一會騎摩托車的教師。由於酒品很糟所以不斷更新被男朋友拋棄的紀錄。
耶穌（聲：小山力也）
在漫畫版是安全帽上有「I'm Jesus」字樣、頭頂有光環的人物。在動畫版僅稱「神（神様）」，只餘帽緣的「荊棘冠」圖案表示其身分。以「神愛機車」講道，曾以聖杯（鈴木以純正部品名義發行的原始版茶杯，現已絕版，另以周邊商品名義發行的復刻版取代）送給在前往青森路上的羽音，把她一瞬間送到青森。騎乘哈雷，暗示著哈雷是機車之神。
雖然也是鈴菌，但凜從未見到此人。
依其描述，拉斐爾·聖齊奧詮釋聖經以西結書第一章的畫作《以西結的幻象》原作是畫成神（耶和華）騎在摩托車上。

## 出版書籍
| 卷數 | 秋田書店       | 秋田書店                                                | 台灣角川       | 台灣角川               |
| 卷數 | 發售日期       | ISBN                                                    | 發售日期       | ISBN                   |
| ---- | -------------- | ------------------------------------------------------- | -------------- | ---------------------- |
| 1    | 2012年3月19日  | ISBN 978-4-253-25626-1                                  | 2013年2月7日   | ISBN 978-986-325-203-0 |
| 2    | 2012年10月19日 | ISBN 978-4-253-25627-8                                  | 2013年6月22日  | ISBN 978-986-325-424-9 |
| 3    | 2013年6月20日  | ISBN 978-4-253-25628-5                                  | 2013年12月12日 | ISBN 978-986-325-677-9 |
| 4    | 2013年12月20日 | ISBN 978-4-253-25629-2                                  | 2014年10月9日  | ISBN 978-986-366-199-3 |
| 5    | 2014年8月20日  | ISBN 978-4-253-25630-8                                  | 2015年5月27日  | ISBN 978-986-366-523-6 |
| 6    | 2015年5月20日  | ISBN 978-4-253-25631-5                                  | 2016年1月20日  | ISBN 978-986-366-927-2 |
| 7    | 2016年3月18日  | ISBN 978-4-253-25632-2 ISBN 978-4-253-18189-1（限定版） | 2016年10月28日 | ISBN 978-986-473-342-2 |
| 8    | 2016年7月20日  | ISBN 978-4-253-25633-9                                  | 2017年7月20日  | ISBN 978-986-473-812-0 |
| 9    | 2016年12月20日 | ISBN 978-4-253-25634-6 ISBN 978-4-253-18195-2（限定版） | 2018年1月22日  | ISBN 978-957-853-186-4 |
| 10   | 2017年8月18日  | ISBN 978-4-253-25635-3                                  | 2019年4月25日  | ISBN 978-957-564-866-4 |
| 11   | 2018年4月20日  | ISBN 978-4-253-25636-0                                  | 2019年11月19日 | ISBN 978-957-743-402-9 |
| 12   | 2018年12月20日 | ISBN 978-4-253-25637-7                                  | 2020年2月19日  | ISBN 978-957-743-560-6 |
| 13   | 2019年10月18日 | ISBN 978-4-253-25638-4                                  | 2020年11月26日 | ISBN 978-986-524-073-8 |
| 14   | 2020年12月18日 | ISBN 978-4-253-25639-1                                  | 2021年11月29日 | ISBN 978-986-524-954-0 |
| 15   | 2022年1月20日  | ISBN 978-4-253-25642-1                                  | 2023年5月25日  | ISBN 978-626-352-506-1 |
| 16   | 2022年10月20日 | ISBN 978-4-253-25643-8                                  | 2024年2月22日  | ISBN 978-626-378-477-2 |
| 17   | 2023年10月19日 | ISBN 978-4-253-25644-5                                  |                |                        |
| 18   | 2024年9月19日  | ISBN 978-4-253-25645-2                                  |                |                        |

爆音少女！！～天野恩紗的Nikoichi復興記～
| 卷數 | 秋田書店       | 秋田書店               |
| 卷數 | 發售日期       | ISBN                   |
| ---- | -------------- | ---------------------- |
| 全   | 2018年12月20日 | ISBN 978-4-253-25761-9 |

爆音少女！！～鈴乃木凜的野望～
| 卷數 | 秋田書店       | 秋田書店               |
| 卷數 | 發售日期       | ISBN                   |
| ---- | -------------- | ---------------------- |
| 全   | 2018年12月20日 | ISBN 978-4-253-23377-4 |

爆音少女！！台灣篇
| 卷數 | 秋田書店       | 秋田書店               | 未來數位       | 未來數位               |
| 卷數 | 發售日期       | ISBN                   | 發售日期       | ISBN                   |
| ---- | -------------- | ---------------------- | -------------- | ---------------------- |
| 1    | 2020年12月18日 | ISBN 978-4-253-25688-9 | 2021年4月30日  | ISBN 471-256-860-395-6 |
| 2    | 2022年1月20日  | ISBN 978-4-253-25689-6 | 2022年5月20日  | ISBN 471-256-860-472-4 |
| 3    | 2022年10月20日 | ISBN 978-4-253-25690-2 | 2023年12月27日 | ISBN 471-256-860-592-9 |
| 4    | 2023年10月19日 | ISBN 978-4-253-25693-3 | 2024年3月29日  | ISBN 471-256-860-596-7 |

## 電視動畫
於2015年5月發售的單行本第6冊書腰中公布改編電視動畫的消息。2016年4月4日開始於TOKYO MX、SUN電視台、BS11播放，並於同年3月發售的單行本第7卷中發行收錄OVA的DVD特裝版。

### 製作人員
- 原作：織本任那（揭載「月刊Young Champion烈」秋田書店刊）
- 監督：西村純二
- 系列構成：砂山藏澄
- 角色設計：杉本功（日语：杉本功）
- 副角色設計：仁井學
- 設計工作：水村良男、森木靖泰（日语：森木靖泰）
- 美術監督：吉原俊一郎（Studio美峰（日语：美峰））
- 音響監督：高寺雄（日语：高寺たけし）
- 音樂：中西亮輔（日语：中西亮輔）
- 動畫製作：TMS娱乐

### 主題曲
片頭曲「FEEL×ALIVE」
作曲、編曲：堀江昌太，作詞、主唱：佐咲紗花
第1話未使用。
片尾曲

作詞：松井洋平，作曲、編曲：高田曉，主唱：佐倉羽音（上田麗奈）、鈴乃木凜（東山奈央）、天野恩紗（內山夕實）、三之輪聖（山口立花子）、中野千雨（木戶衣吹〈第9話起〉）
（第10話 ）
作詞：松井洋平，作曲、編曲：高田曉，主唱：來夢學姊

### 各話列表
| 話數   | 日文標題 | 中文標題       | 劇本       | 分鏡              | 演出     | 作畫監督                                                     |
| ------ | -------- | -------------- | ---------- | ----------------- | -------- | ------------------------------------------------------------ |
| OVA    | 不適用   | 不適用         | 砂山藏澄   | 西村純二          | 原田奈奈 | 仁井學、村谷貴志                                             |
| 第1話  |          | 入社！！       | 砂山藏澄   | 西村純二          | 原田奈奈 | 仁井學、村谷貴志                                             |
| 第2話  |          | 學校！！       | 砂山藏澄   | 園田雅裕          | 園田雅裕 | 村谷貴志、小美戶幸代 井元一彰、秦野好紹                      |
| 第3話  |          | 出道！！       | 砂山藏澄   | 菊池勝也          | 宮原秀二 | 齋藤大輔、島袋智和 飯飼一幸、松下純子 重松晉一               |
| 第4話  |          | 溫泉！！       | 西村純二   | 森邦宏            | 森邦宏   | 小美戶幸代、岡崎洋美 福地友樹、小松香苗 大川美穗子、三浦雅子 |
| 第5話  |          | 旅行！！       | 西村純二   | 石倉賢一          | 原田奈奈 | 大澤美奈、松岡秀明 中本尚、佐野惠理 島田英明                 |
| 第6話  |          | 準備！！       | 大久保智康 | 園田雅裕          | 園田雅裕 | 永井泰平、德川惠理 shin hyung sick                           |
| 第7話  |          | 校慶！！       | 大久保智康 |                   |          | 佐野隆雄、金甫旻 飯飼一幸、島袋智和 重松晉一、塚本步         |
| 第8話  |          | 寒假！！       | 西村純二   | 鵜飼悠紀 紅優     | 大庭秀昭 | 谷口繁則、今泉龍太 野村美織、渡邊一平太                      |
| 第9話  |          | 新生！！       | 砂山藏澄   | 森邦宏            | 森邦宏   | 小美戶幸代、福地友樹 岡崎洋美、高崎由利 佐野惠理             |
| 第10話 |          | 學妹！！       | 大久保智康 | 石倉賢一          | 岩田義彥 | 服部義實、桝井一平 shin hyung sick、清水惠藏                 |
| 第11話 |          | 自行車！！     | 西村純二   | 園田雅裕          | 園田雅裕 | 佐野隆雄、山本徑子 飯飼一幸、重松晉一 清山滋崇、南伸一郎     |
| 第12話 |          | 假想的世界！！ | 砂山藏澄   | 石倉賢一 西村純二 | 大庭秀昭 | 中山由美、小美戶幸代 岡崎洋美、三浦陽子 二宮奈那子、         |

## 外部連結
- ばくおん!! | 秋田書店 （页面存档备份，存于）
- ばくおん!!ぽーたる@eBookJapan （页面存档备份，存于）
- ばくおん!!ぽーたる@ebj的X（前Twitter）
- HAMAGUCHI BAKUON RACING （页面存档备份，存于）
- アニメ「ばくおん!!」公式サイト （页面存档备份，存于）
- アニメ『ばくおん!!』公式的X（前Twitter）
- ばくおん!! × ブリヂストン スペシャルサイト | 二輪車用タイヤ | 株式会社ブリヂストン （页面存档备份，存于）